# Kostel svatého Václava (Nehvizdy)
Kostel svatého Václava je původně románský, později několikrát stavebně upravovaný kostel v Nehvizdech ve farnosti Čelákovice, která zde o nedělích koná bohoslužby.

## Historie
První písemná zmínka o kostele pochází z roku 1350, objekt ale je starší. Na románský původ ukazuje například sloup s románskou hlavicí, který se nachází v kryptě kostela.
Kostel byl goticky upravován ve 13. století a z této doby se do současnosti dochovaly některé cenné interiérové prvky. V roce 1546 byla ke kostelu přistavěna renesanční zvonice, původně míněná jako obranná, s možností úkrytu v patře, a spojovací předsíň. V roce 1773 pak byla vybudována barokní nástavba věže. Kostel byl původně obklopen hřbitovem, který byl v roce 1874 zrušen.
Od roku 1958 je areál tvořený kostelem, zvonicí, sochou svatého Jana Nepomuckého z 18. století a zachovalými ostatky ohradní zdi kulturní památkou.
V roce 2005 byl do zvonice zavěšen nový zvon.

## Architektura
Kostel je jednolodní, s pětibokým kněžištěm a hranolovou věží. Loď je završena sedlovou střechou a uvnitř je plochostropá, presbytář pak je zaklenutý žebrovou klenbou svedenou do šesti konzol s ženskou nebo zvířecí podobou. Věž je zakončena stanovou střechou s makovicí a křížem.
Zvonice stojí samostatně a s kostelem je propojena krytou předsíní.

## Galerie

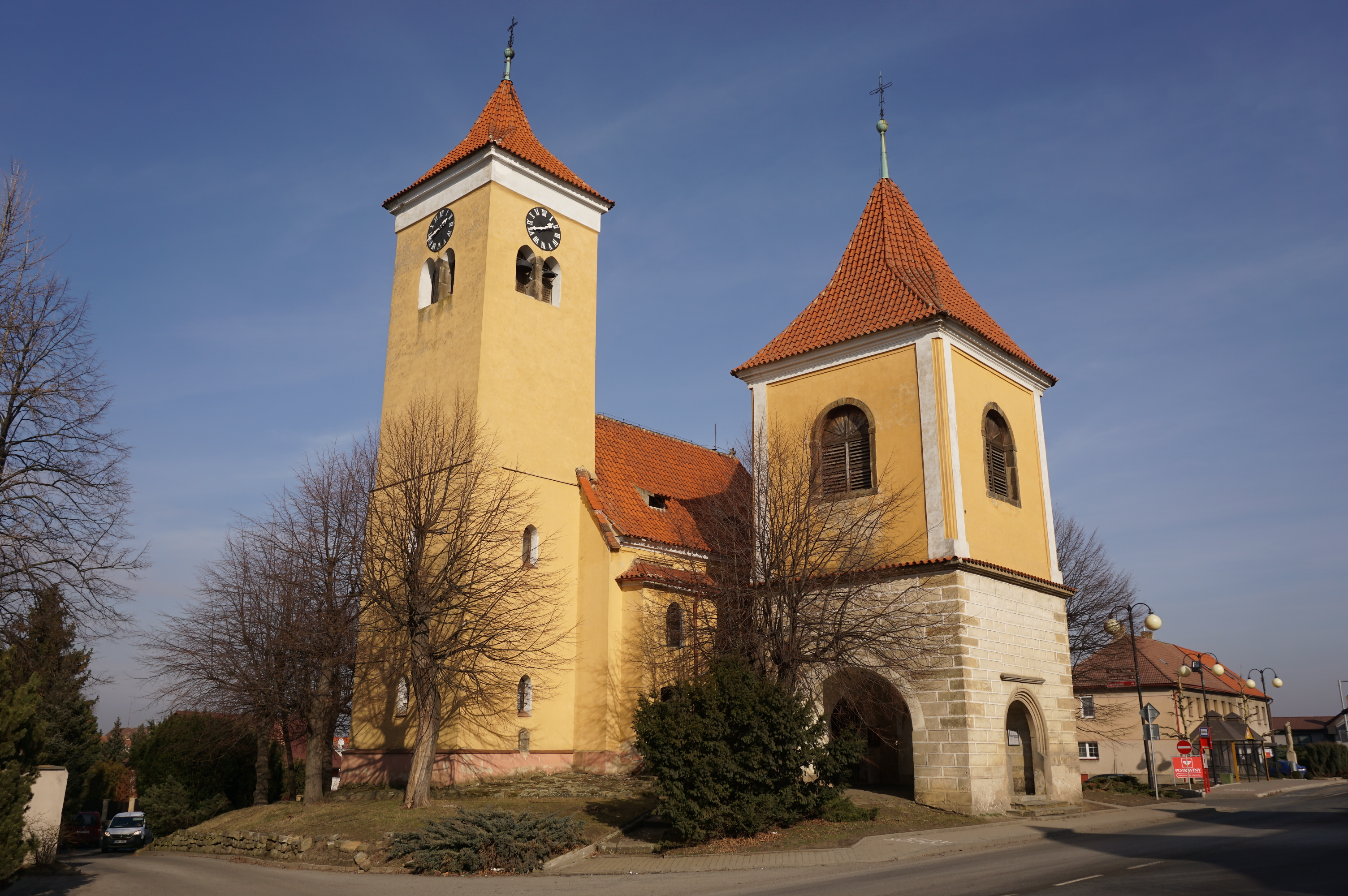
Pohled na kostel se zvonicí
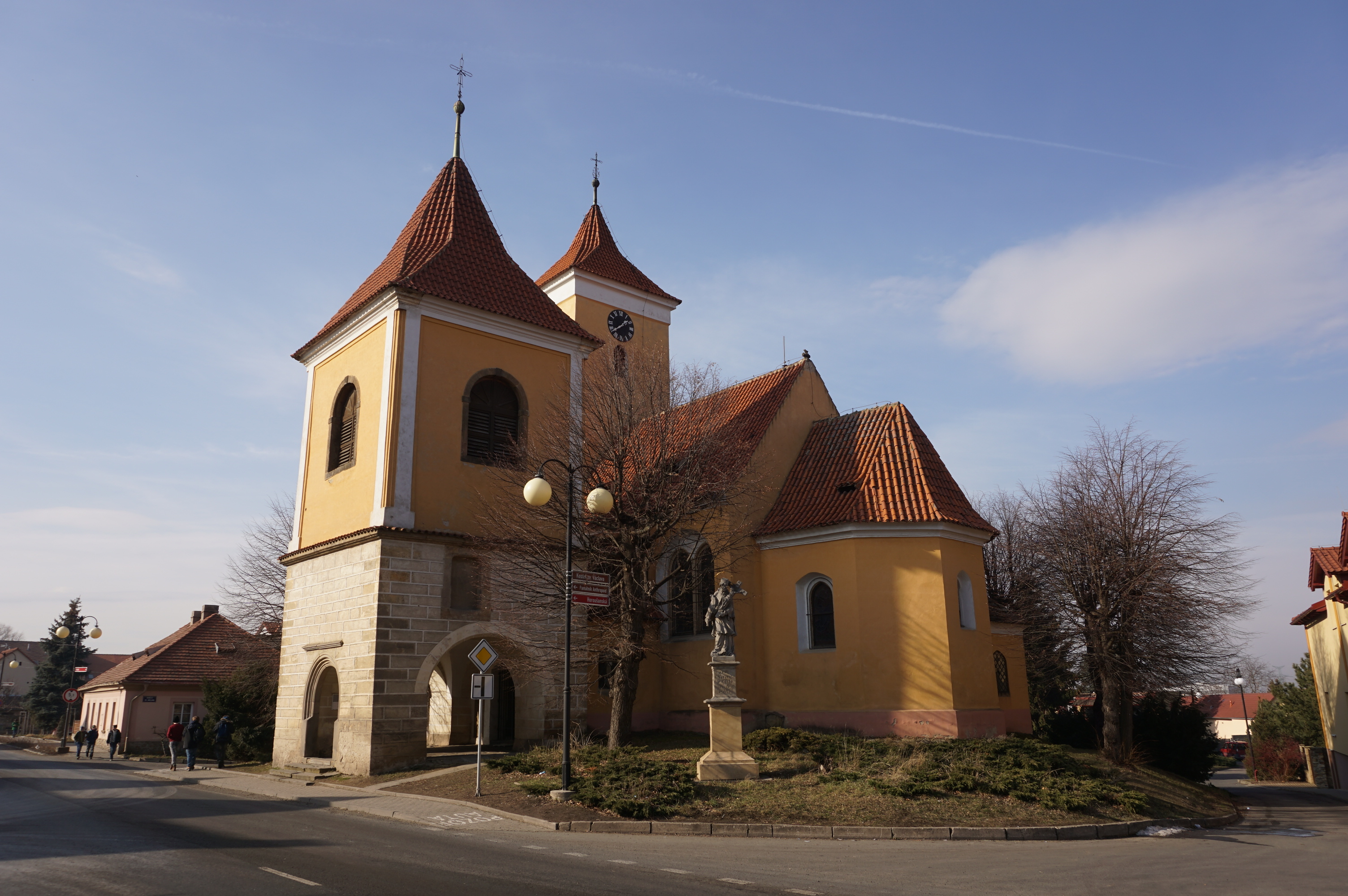
Pohled na kostel se zvonicí
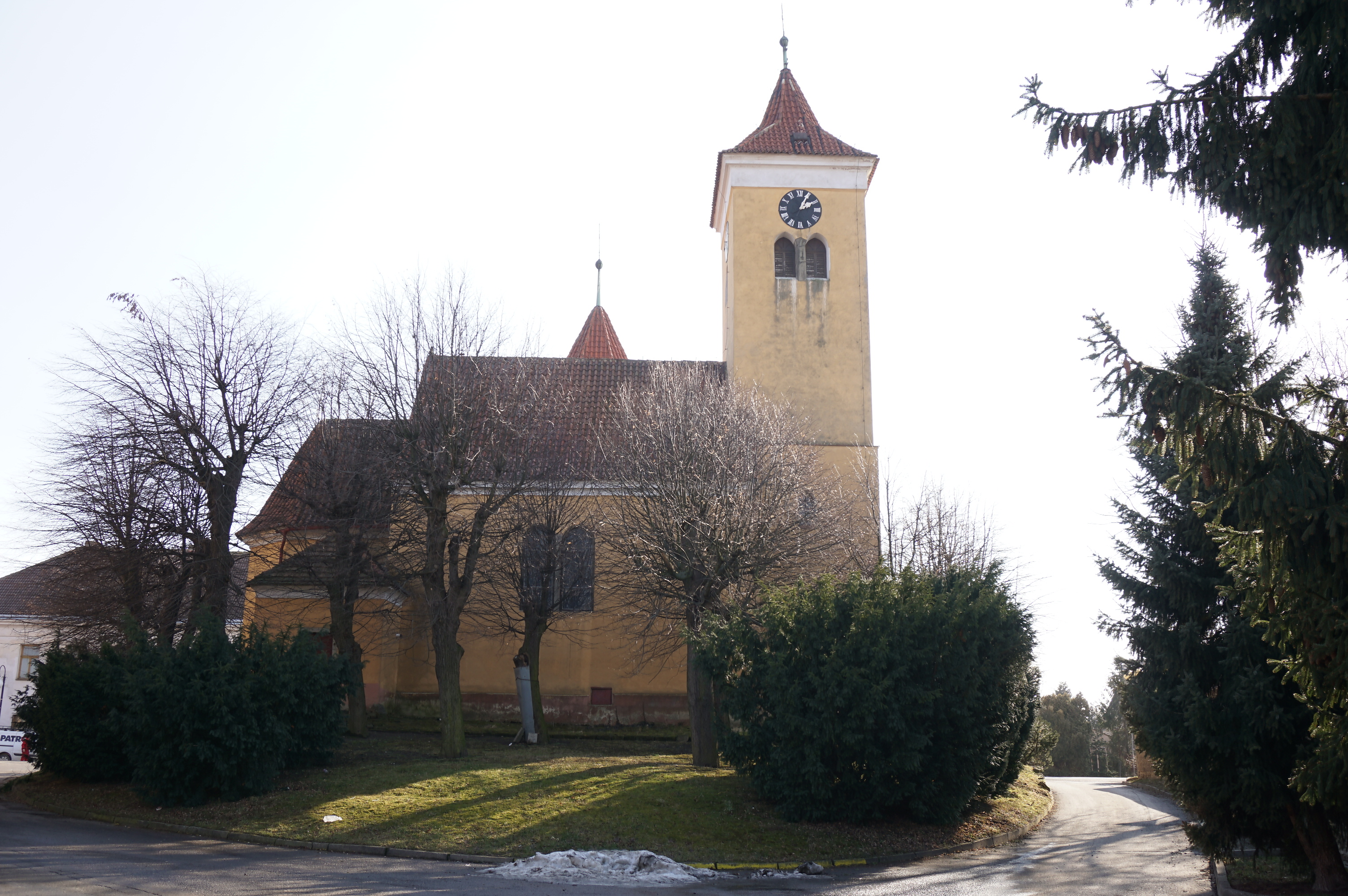
Pohled na kostel zboku
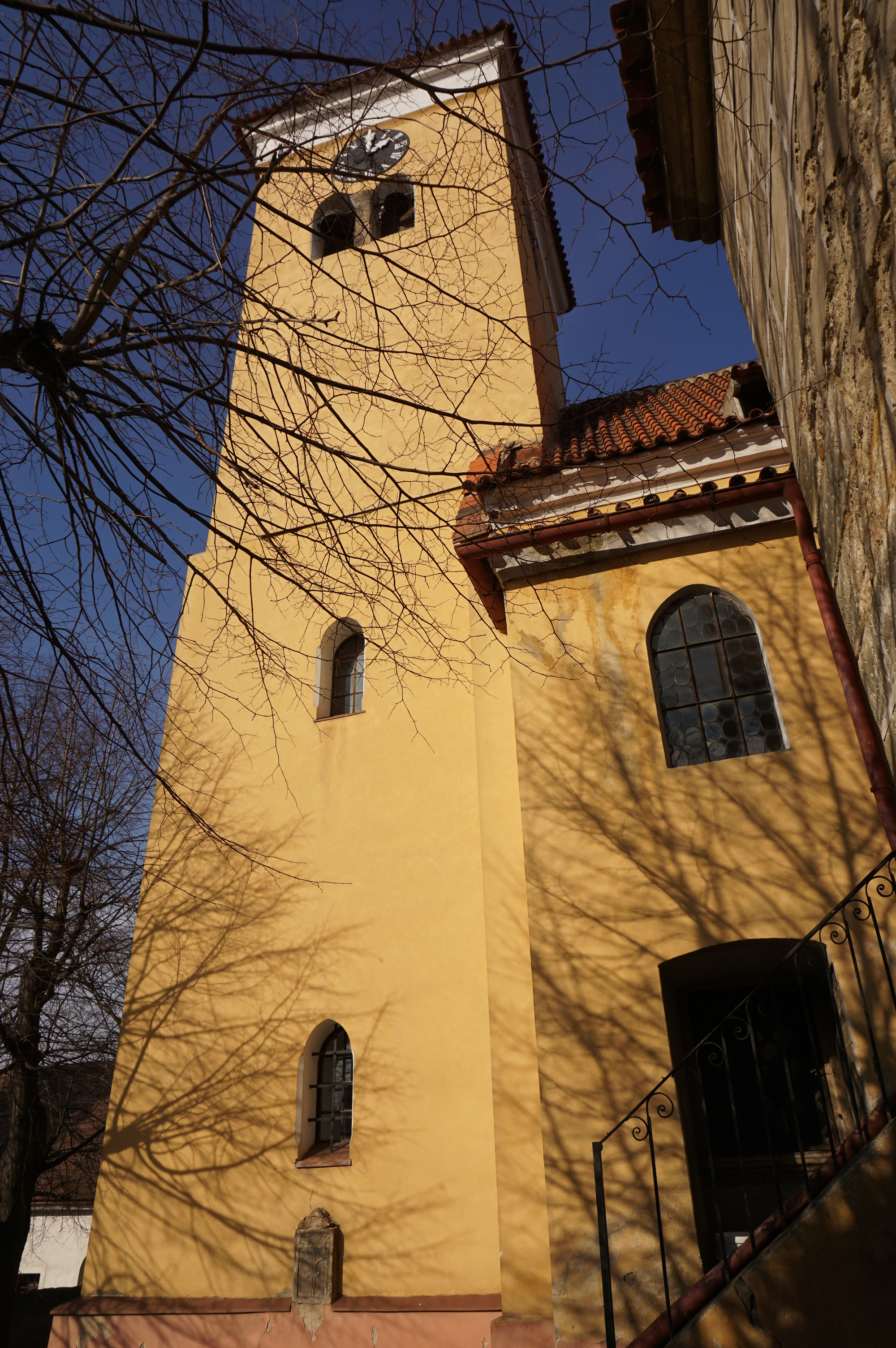
Věž kostela
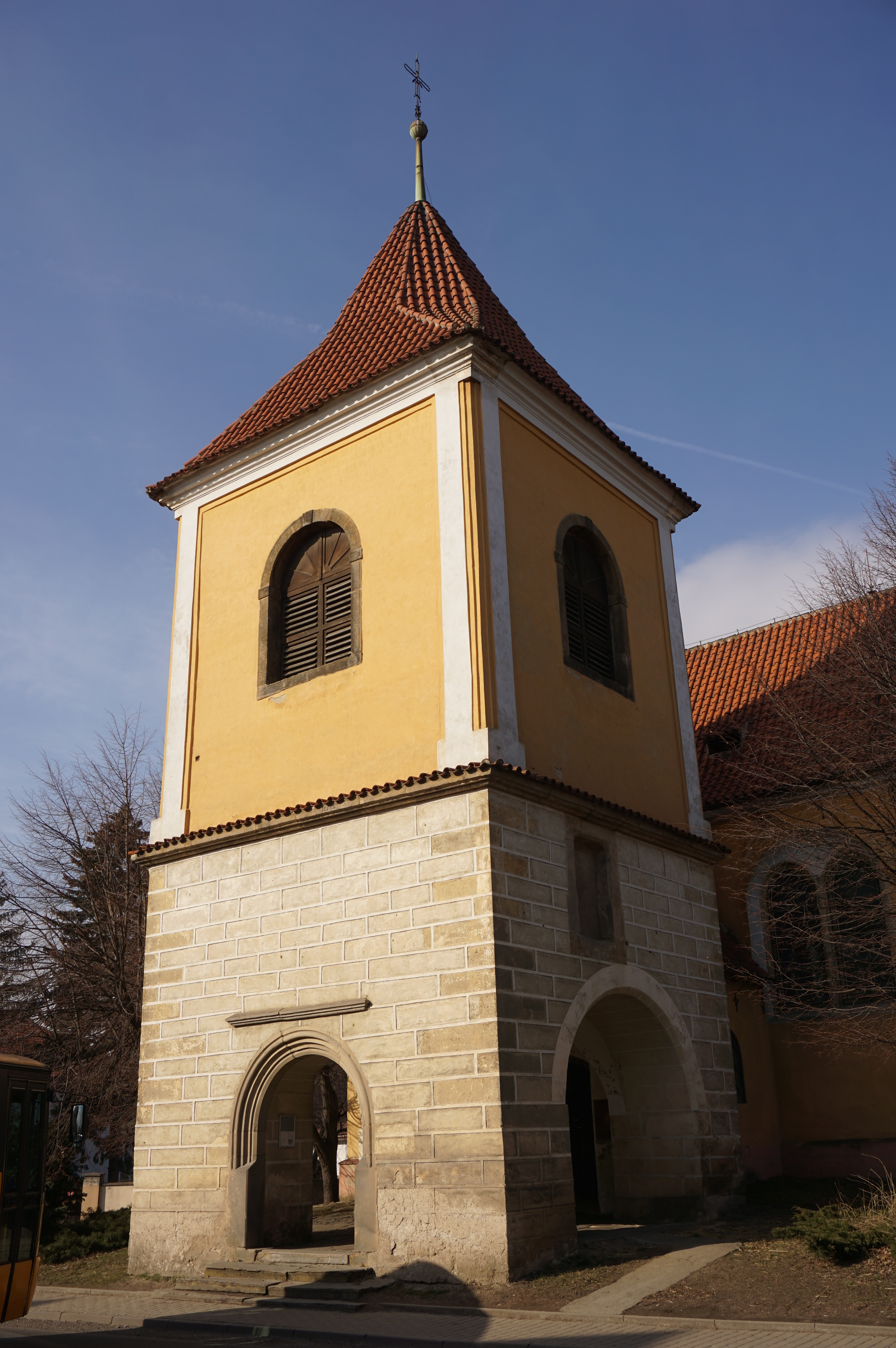
Zvonice u kostela
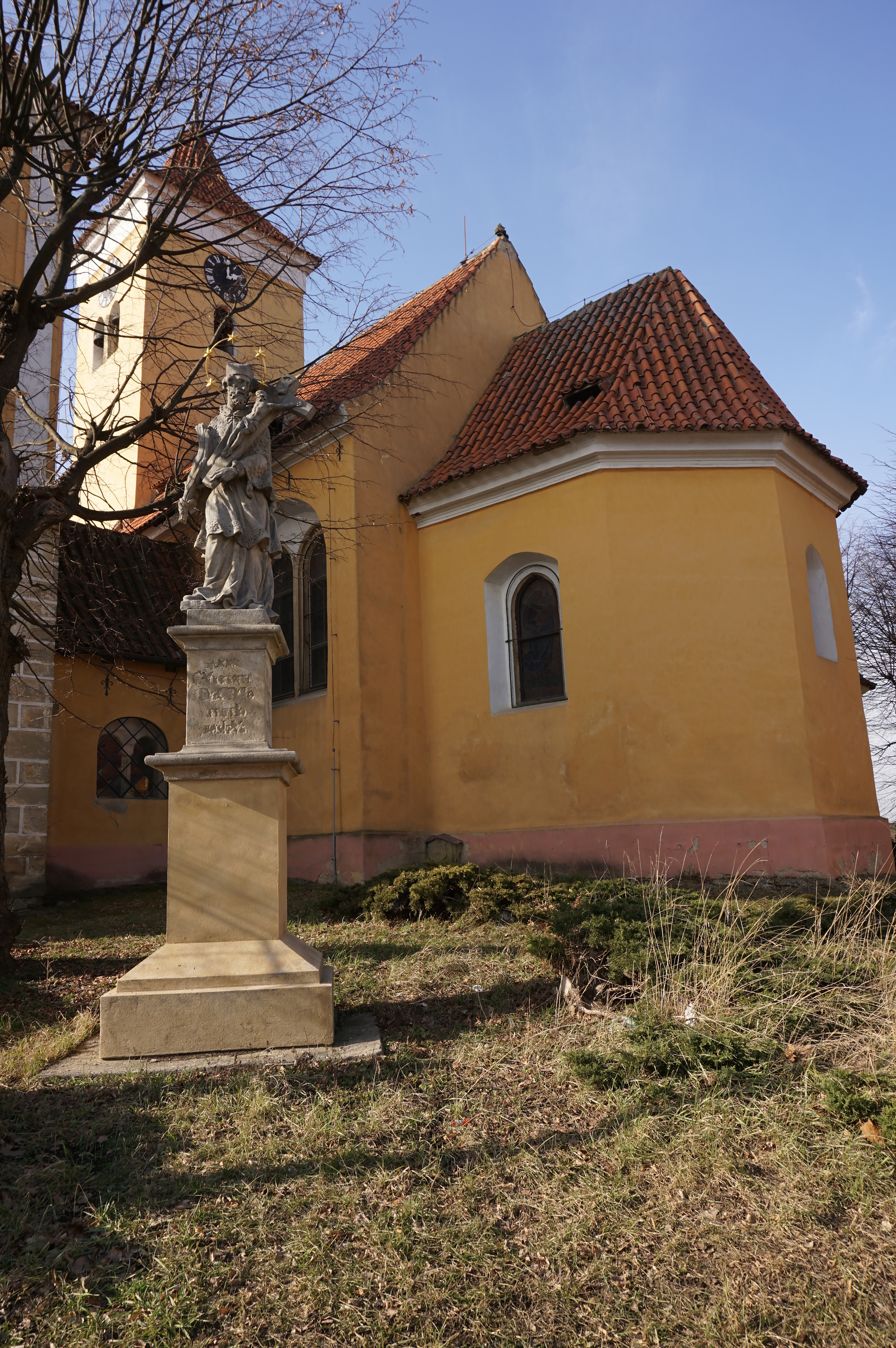
Socha sv. Jana Nepomuckého u kostela
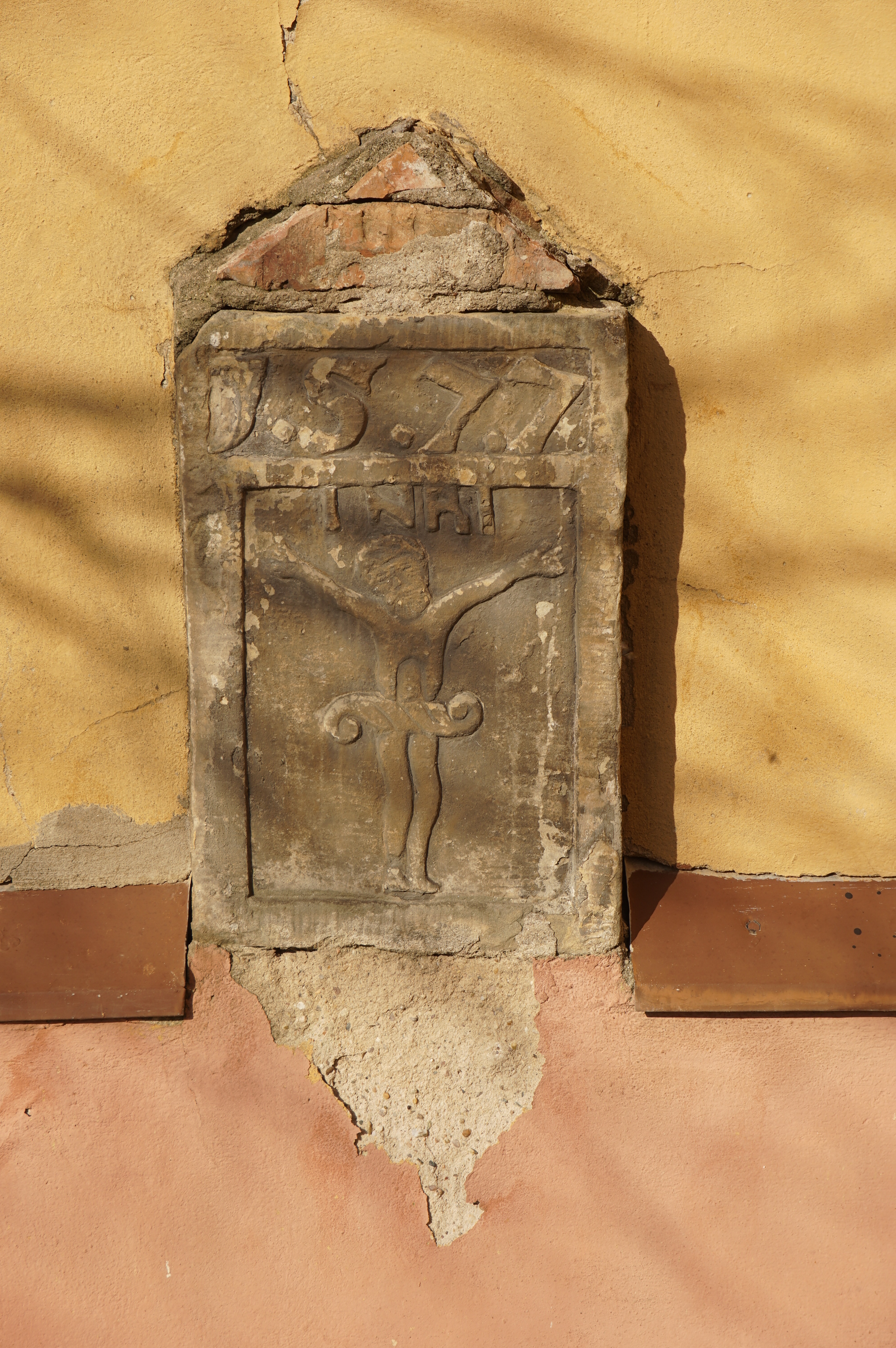
Detail kostela
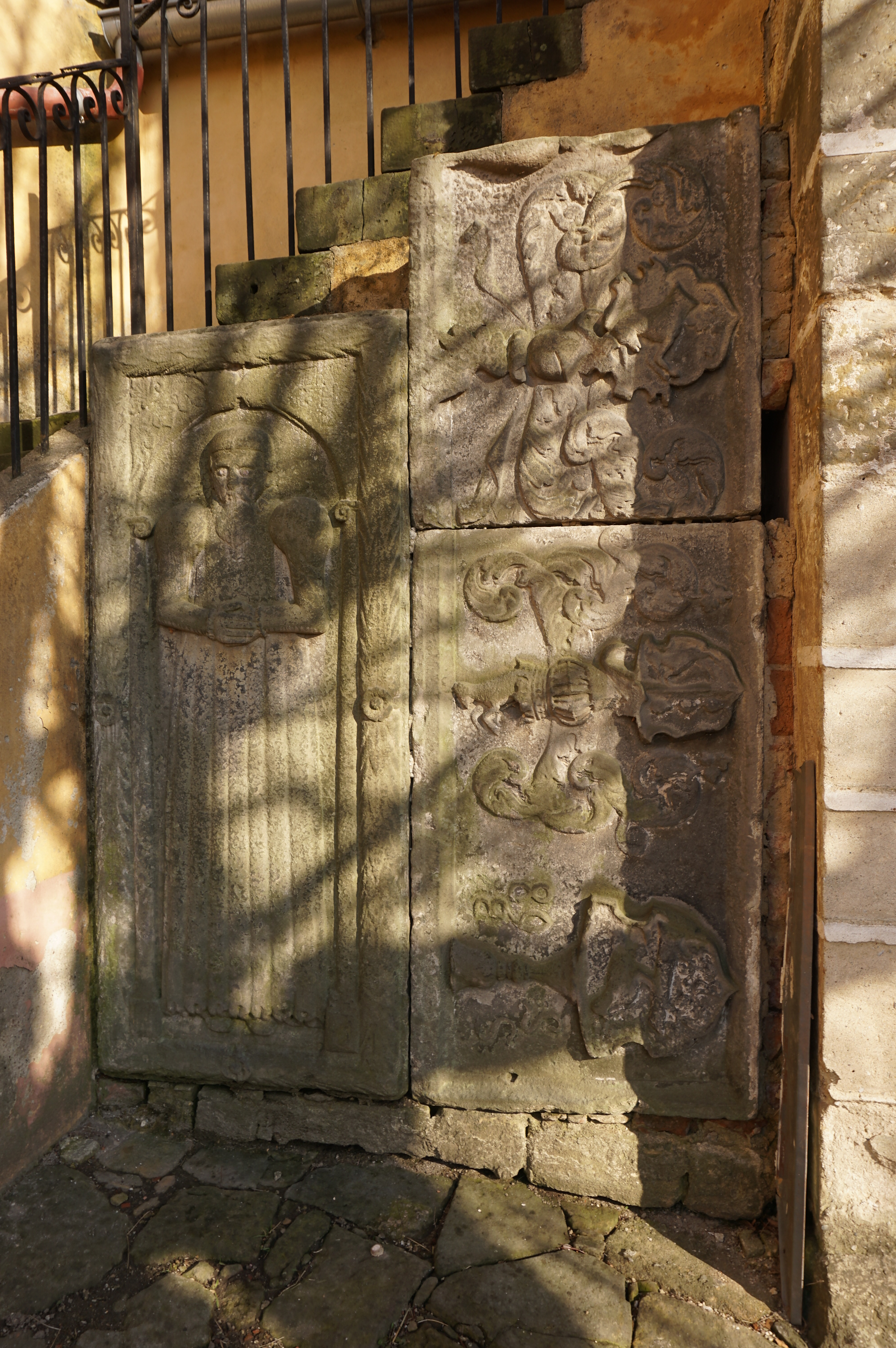
Detail kostela
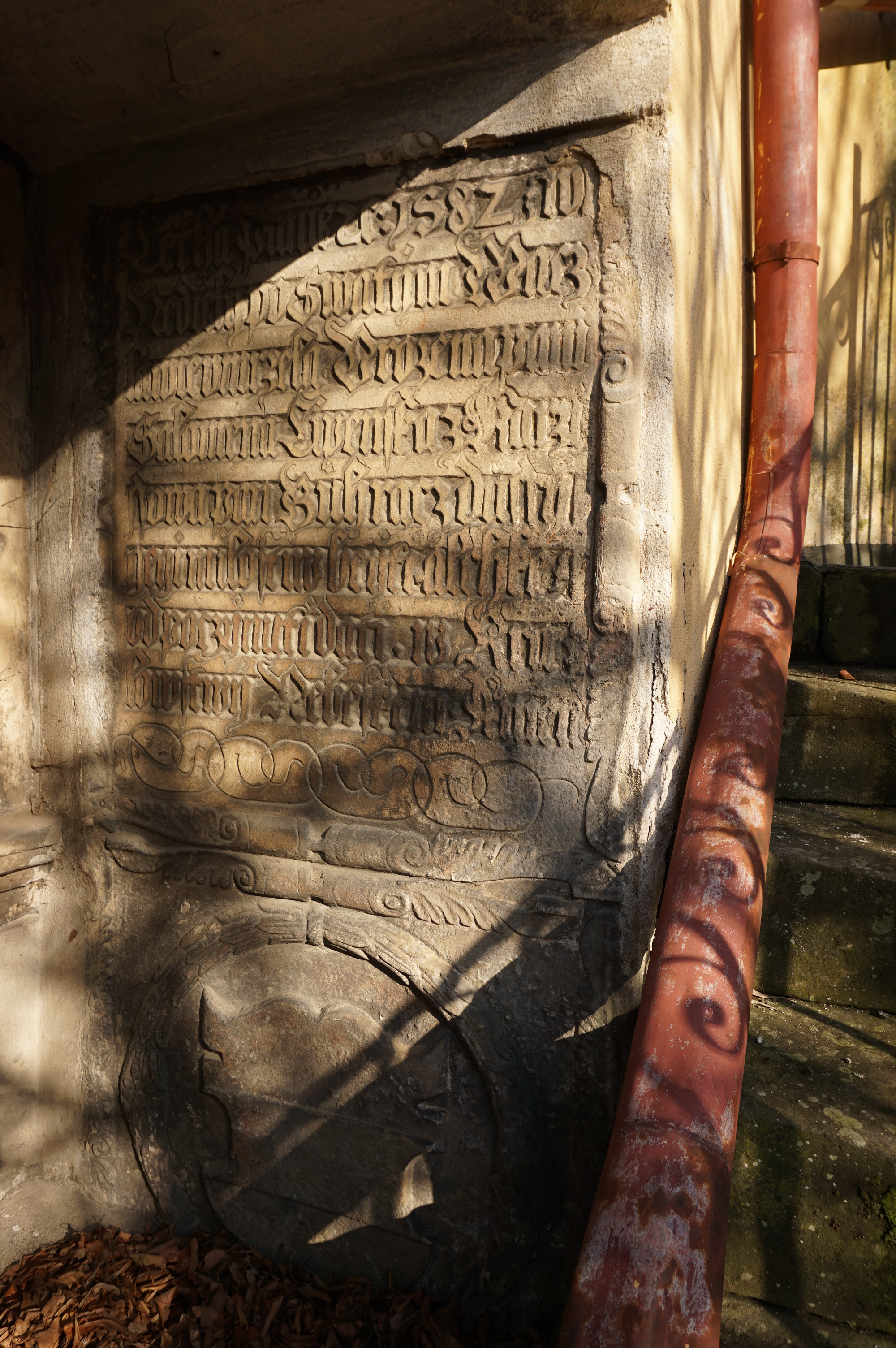
Detail kostela